# Erannis marginaria
Erannis marginaria är en fjärilsart som beskrevs av Fabricius 1777. Erannis marginaria ingår i släktet Erannis och familjen mätare. Inga underarter finns listade i Catalogue of Life.